# Beauvais-sur-Tescou
Beauvais-sur-Tescou is een gemeente in het Franse departement Tarn (regio Occitanie) en telt 205 inwoners (1999). De plaats maakt deel uit van het arrondissement Albi.

## Geografie
De oppervlakte van Beauvais-sur-Tescou bedraagt 12,5 km², de bevolkingsdichtheid is 16,4 inwoners per km².
De onderstaande kaart toont de ligging van Beauvais-sur-Tescou met de belangrijkste infrastructuur en aangrenzende gemeenten.

## Demografie
Onderstaande figuur toont het verloop van het inwonertal (bron: INSEE-tellingen).